# Reksio
Reksio es una serie animada polaca para niños, dirigida y basada en el guion de Lechosław Marszałek, producida entre 1967 y 1990 por el Estudio de Dibujos Animados de Bielsko-Biała. El protagonista de la serie es un perrito llamado Reksio. Cada episodio cuenta sus aventuras en las que participan también otros animales y humanos, entre los cuales el más importante es el dueño de Reksio, un chico joven. 

## Historia
El prototipo de Reksio es Trola, la perrita fox terrier de pelo duro, la mascota del guionista de la serie.
El primer capítulo de la serie, Reksio políglota, producido por Lechosław Marszałek, tiene un gráfico y una escenografía más escasos que los capítulos producidos en los años 70. Además, el protagonista Reksio tiene un aspecto diferente, lleva un collar del cual prescinde en los capítulos posteriores.
Todos los capítulos producidos hasta el año 1971 se dirigen por Lechosław Marszalek. No tienen secuencia de apertura, los créditos son insertados en un determinado momento al principio de cada capítulo. La secuencia de apertura se introduce en el año 1972, en el capítulo Reksio bombero. Desde entonces la serie alcanza una enorme popularidad. 
Los directores de los 52 capítulos de esta temporada son: Lechosław Marszałek, Józef Ćwiertnia, Edward Wątor, Romuald Kłys, Marian Cholerka y Halina Filek-Marszałek. El último capítulo de la temporada se produce en el año 1986 y lleva el siguiente título Reksio y las hormigas.
La serie, producida en el año 1987, lleva el título Reksio y los pájaros, con capítulos elaborados por Ryszard Lepióra, Lechosław Marszałek, Romuald Kłys y Andrzej Flettner. Esta temporada contiene 13 capítulos. Se producen, en total, 65 capítulos sobre las aventuras de Reksio.
La duración de cada capítulo varía entre 8 y 10 minutos, a excepción del capítulo titulado Reksio redecora dirigido por Lechosław Marszałek.
También hay una versión en inglés de la serie, producida por Village Production y distribuida por VCI Entertainment Ltd. La música y las voces son diferentes de las originales. La serie se emite también en la URSS. En Rusia, Reksio se conoce como Sobaka Reks.

## Música
El autor de la banda sonora de la serie es Zenon Kowalowski. En algunos capítulos se usa también la música de otros compositores: Adam Markiewicz (caps. 5-6), Bogumił Pasternak (cap. 3), Waldemar Kazanecki (cap. 4), Tadeusz Kański (caps. 1-2, 30). 
En el episodio Reksio y el búho hay un fragmento de la canción Cálmate de Zdzisława Sośnicka. 
| Nº                               | Año de producción | Título del capítulo           | Director del capítulo                |
| -------------------------------- | ----------------- | ----------------------------- | ------------------------------------ |
| Serie principal (1967-1986)      |                   |                               |                                      |
| 1                                | 1967              | Reksio políglota              | Lechosław Marszałek                  |
| 2                                | 1969              | Reksio soñado                 | Lechosław Marszałek                  |
| 3                                | 1969              | Reksio educador               | Lechosław Marszałek                  |
| 4                                | 1970              | Reksio defensor               | Lechosław Marszałek                  |
| 5                                | 1970              | Reksio benefactor             | Lechosław Marszałek                  |
| 6                                | 1971              | Reksio hogareño               | Lechosław Marszałek                  |
| 7                                | 1972              | Reksio bombero                | Józef Ćwiertnia                      |
| 8                                | 1972              | Reksio deportista             | Edward Wątor                         |
| 9                                | 1972              | Reksio alpinista              | Lechosław Marszałek                  |
| 10                               | 1972              | Reksio excursionista          | Józef Ćwiertnia                      |
| 11                               | 1972              | Reksio actor                  | Józef Ćwiertnia                      |
| 12                               | 1972              | Reksio telespectador          | Edward Wątor                         |
| 13                               | 1972              | Reksio cosmonauta             | Lechosław Marszałek                  |
| 14                               | 1973              | Reksio mago                   | Edward Wątor                         |
| 15                               | 1973              | Reksio enfermero              | Lechosław Marszałek                  |
| 16                               | 1973              | Reksio racionalizador         | Edward Wątor                         |
| 17                               | 1973              | Reksio náufrago               | Lechosław Marszałek                  |
| 18                               | 1973              | Reksio pintor                 | Marian Cholerek                      |
| 19                               | 1973              | Reksio buscador               | Edward Wątor                         |
| 20                               | 1974              | Reksio salvavidas             | Józef Ćwiertnia                      |
| 21                               | 1974              | Reksio detective              | Marian Cholerek                      |
| 22                               | 1974              | Reksio impecable              | Józef Ćwiertnia                      |
| 23                               | 1974              | Reksio domador                | Marian Cholerek                      |
| 24                               | 1974              | Reksio marinero               | Józef Ćwiertnia                      |
| 25                               | 1974              | Reksio medallista             | Marian Cholerek                      |
| 26                               | 1974              | Reksio mediador               | Józef Ćwiertnia                      |
| 27                               | 1975              | Reksio Robinson               | Józef Ćwiertnia                      |
| 28                               | 1975              | Reksio consolador             | Romuald Kłys, Edward Wątor           |
| 29                               | 1975              | Reksio cantante               | Lechosław Marszałek                  |
| 30                               | 1975              | Reksio casamentero            | Józef Ćwiertnia                      |
| 31                               | 1976              | Reksio dentista               | Józef Ćwiertnia                      |
| 32                               | 1976              | Reksio jardinero              | Lechosław Marszałek                  |
| 33                               | 1976              | Reksio compañero              | Lechosław Marszałek                  |
| 34                               | 1977              | Reksio profesor               | Edward Wątor                         |
| 35                               | 1977              | Reksio salvador               | Romuald Kłys                         |
| 36                               | 1977              | Reksio guía                   | Lechosław Marszałek                  |
| 37                               | 1978              | Reksio anfitrión              | Józef Ćwiertnia                      |
| 38                               | 1978              | Reksio y el perro salchicha   | Lechosław Marszałek                  |
| 39                               | 1979              | El otoño de Reksio            | Józef Ćwiertnia                      |
| 40                               | 1979              | Reksio y el OVNI              | Lechosław Marszałek                  |
| 41                               | 1979              | Reksio terapeuta              | Lechosław Marszałek                  |
| 42                               | 1979              | Reksio compositor             | Józef Ćwiertnia                      |
| 43                               | 1980              | Reksio redecora               | Lechosław Marszałek                  |
| 44                               | 1980              | La primavera de Reksio        | Józef Ćwiertnia                      |
| 45                               | 1981              | Reksio y la gallina portadora | Halina Filek-Marszałek               |
| 46                               | 1981              | Reksio patinador de hielo     | Józef Ćwiertnia                      |
| 47                               | 1981              | El invierno de Reksio         | Romuald Kłys                         |
| 48                               | 1981              | Reksio y la corneja           | Halina Filek-Marszałek               |
| 49                               | 1981              | Reksio y los gallos           | Józef Ćwiertnia                      |
| 50                               | 1982              | Reksio y el grillo            | Halina Filek-Marszałek               |
| 51                               | 1985              | Reksio y la urraca            | Romuald Kłys                         |
| 52                               | 1986              | Reksio y las hormigas         | Romuald Kłys                         |
| Reksio y los pájaros (1987-1990) |                   |                               |                                      |
| 53                               | 1987              | Reksio y la cigüeña           | Romuald Kłys                         |
| 54                               | 1987              | Reksio y el loro              | Ryszard Lepióra                      |
| 55                               | 1987              | Reksio y la paloma            | Ryszard Lepióra                      |
| 56                               | 1987              | Reksio y los estorninos       | Ryszard Lepióra                      |
| 57                               | 1987              | Reksio y el ánsar             | Ryszard Lepióra                      |
| 58                               | 1988              | Reksio y el tordo             | Ryszard Lepióra                      |
| 59                               | 1988              | Reksio y el picamaderos       | Ryszard Lepióra, Lechosław Marszałek |
| 60                               | 1988              | Reksio y el cuervo            | Lechosław Marszałek                  |
| 61                               | 1989              | Reksio y las grajillas        | Ryszard Lepióra                      |
| 62                               | 1990              | Reksio y el cuclillo          | Ryszard Lepióra                      |
| 63                               | 1990              | Reksio y el pavo              | Ryszard Lepióra                      |
| 64                               | 1990              | Reksio y el pelícano          | Andrzej Flettner                     |
| 65                               | 1990              | Reksio y el búho              | Andrzej Flettner                     |